# Turner (Maine)
Turner – miasto w Stanach Zjednoczonych, w stanie Maine, w hrabstwie Androscoggin.